# Rzekoma niedoczynność przytarczyc
Rzekoma niedoczynność przytarczyc (zespół Albrighta, łac. pseudohypoparathyroidismus, ang. pseudohypoparathyroidism, PHP, Albright syndrome) – grupa genetycznie uwarunkowanych chorób metabolicznych, charakteryzujących się opornością tkanek docelowych na parathormon. Wyróżniono cztery typy choroby: Ia, Ib, Ic i II. W dwóch z nich stwierdzono mutację genu receptora dla PTH (PTHrP). W typie Ia stwierdza się ponadto oporność receptorów dla TSH, glukagonu i gonadotropin, w typie II reakcja receptorów dla TSH, glukagonu i gonadotropin jest prawidłowa. Obraz kliniczny chorób jest zróżnicowany; obok hipokalcemii i hiperfosfatemii różnego stopnia, mogą występować niedoczynność tarczycy i gonad, niski wzrost (typ Ia i Ic), okrągła twarz, otyłość, charakterystycznie skrócone kości śródręcza i śródstopia, zwapnienia podskórne. Typowy dla choroby fenotyp może występować u członków rodziny pacjenta, mimo prawidłowego profilu hormonów; stan taki nazywa się rzekomo-rzekomą niedoczynnością przytarczyc (pseudopseudohypoparathyroidismus). 
| Typ | Gen   | Locus    | Objawy | OMIM        |
| --- | ----- | -------- | ------ | ----------- |
| Ia  | GNAS1 | 20 q13.2 |        | OMIM 103580 |
| Ib  | GNAS1 | 20 q13.2 |        | OMIM 603233 |
| Ic  |       |          |        |             |
| II  | ?     | ?        |        | OMIM 203330 |